# Formigueiro-liso
Formigueiro-do-rio-amazonas, formigueiro-liso ou formigueiro-liso-do-pará (nome científico: Myrmoborus lugubris) é uma espécie de ave pertencente à família dos tamnofilídeos. Ocorre no Brasil, Colômbia, Equador e Peru.
Em 2021, passou a se chamar formigueiro-liso-do-pará na lista do Comitê Brasileiro de Registros Ornitológicos daquele ano.
Seu nome popular em língua inglesa é "Ash-breasted antbird".

## Subespécies
- Myrmoborus lugubris berlepschi (Hellmayr, 1910) – leste do Equador (extremo leste de Orellana), noroeste de Peru (Loreto) e extremo oeste da Amazônia do Brasil (rio Solimões a leste até Tonantins).
- Myrmoborus lugubris stictopterus Todd, 1927 – centro da Amazônia brasileira.
- Myrmoborus lugubris femininus (Hellmayr, 1910) – baixo rio Madeira, no centro sul da Amazônia brasileira.
- Myrmoborus lugubris lugubris (Cabanis, 1847) – rio Amazonas , desde o Madeira até o leste na baía de Guajará.